# Studio VOLN
Studio VOLN Co., Ltd. (株式会社studio VOLN?, Kabushiki-gaisha Sutajio Vorun) è uno studio di animazione giapponese fondato il 12 agosto 2014 da Keiji Mita. Ha sede a Suginami, quartiere speciale di Tokyo.

## Storia
Lo studio è stato fondato il 12 agosto 2014 dall'ex produttore e regista di Madhouse Keiji Mita, che attualmente dirige l'azienda come presidente e rappresentante. Le prime due serie animate dello studio sono state coproduzioni con MAPPA, incluso un adattamento della popolare serie manga Ushio & Tora. Da allora, ha iniziato a produrre le proprie opere, inclusa una versione cinematografica animata del romanzo del 2015 Voglio mangiare il tuo pancreas. L'animatore Abiru Takahiko è stato uno dei direttori dell'animazione dello studio per un certo periodo.

## Produzioni

### Serie TV anime
| Titolo                                 | Anno di produzione | Episodi |
| -------------------------------------- | ------------------ | ------- |
| Ushio & Tora (co-prodotto con MAPPA)   | 2015–2016          | 39      |
| Idol Incidents (co-prodotto con MAPPA) | 2017               | 12      |
| Karakuri Circus                        | 2018–2019          | 36      |
| Back Arrow                             | 2021               | 24      |
| Blue Exorcist: Shimane Illuminati Saga | 2024               | TBA     |

### Film
| Titolo                          | Anno di produzione |
| ------------------------------- | ------------------ |
| Voglio mangiare il tuo pancreas | 2018               |
| Usuzumizakura: Garo             | 2018               |